# Chavo Guerrero Jr.
Chavo Guerrero Jr, pseudonimo di Salvador Guerrero IV (El Paso, 20 ottobre 1970) è un wrestler statunitense.
Ha detenuto un totale di dodici titoli tra WWE, Total Nonstop Action Wrestling e World Championship Wrestling. In WWE, in particolare, Chavo ha detenuto una volta l'ECW Championship, quattro volte il Cruiserweight Championship e due volte il WWE Tag Team Championship con suo zio Eddie. Considerato un pioniere della divisione dei pesi leggeri, vanta nel suo palmarès anche due volte il WCW Cruiserweight Championship, il che lo rende un sei volte campione della categoria.

## Famiglia Guerrero
Chavo Guerrero appartiene alla famosa famiglia Guerrero, fucina di tanti wrestler. Suo nonno Gory Guerrero è uno dei più famosi wrestler della storia messicana.
Anche suo padre, Chavo Guerrero Sr., è stato un wrestler noto in Messico, ed ha anche lavorato nella WWE come wrestler e manager. La madre si chiama Nancy Vasquez. Uno dei suoi zii, Eddie Guerrero, è stato invece una delle più grandi superstar della WWE. Chavo Guerrero ha altri due zii, Mando Guerrero ed Héctor Guerrero, anch'essi wrestler di grande fama ma che non hanno ottenuto lo stesso successo di Gory, Chavo Sr. o di Eddie. Suoi illustri cugini, anch'essi wrestler, sono Javier Llanes ed Hector Mejia.

## Carriera

### World Championship Wrestling (1996–2001)
Chavo iniziò la carriera nel mondo del wrestling nel 1994, e velocemente entrò a far parte della World Championship Wrestling. Qui diventa un alleato di suo zio Eddie, che cerca di insegnargli le sue tattiche disoneste, ma Chavo spesso si rifiuta di farlo. L'influenza di suo zio porterà Chavo a diventare un pazzo, incominciando a lottare accompagnato da un cavallo di pezza chiamato da lui "Pepé". La distruzione di Pepé da parte di Norman Smiley portò ad una faida tra i due. Chavo successivamente sarà un membro della Stable comica dei Misfits in Action. Nella stable cambierà il nome in "Lieutenant Loco": infatti la stable aveva uno stampo paramilitare e ogni membro si fregiò di un grado militare. Insieme a Cpl.Cajun, altro membro della stable, riuscirà anche a conquistare il titolo WCW World Tag Team Championship.

### World Wrestling Federation/Entertainment (2001–2011)

#### Los Guerreros (2001–2004)
Dopo che la WCW fu acquisita dalla World Wrestling Federation (WWF), il contratto di Guerrero fu uno dei venticinque inclusi. Come la maggior parte dei wrestler venuti dalla WCW, Guerrero lottò sotto il banner WCW nel suo debutto in WWF come membro dell'Alliance, un gruppo di lottatori della WCW e ECW che invasero la WWF dopo che le loro federazioni furono acquisite dalla WWF. Debutta a Jakked il 16 luglio 2001, battendo Essa Ríos. Combatte ancora ad Heat, la settimana seguente, nella puntata precedente a InVasion 2001, sconfiggendo Scotty 2 Hotty. Il giorno dopo, ancora a Jakked, Guerrero vince un altro match di coppia insieme a Hurricane Helms, contro Sho Funaki e Taka Michinoku. La prima sconfitta arriva ad Heat, per mano di Scotty 2 Hotty. La settimana seguente continua a perdere, contro Perry Saturn. Dopo aver battuto Essa Rios, perde contro Spike Dudley.
Il 3 settembre 2001 Guerrero ha la possibilità di vincere il WWF Light Heavyweight Championship, ma perde contro il campione X-Pac. Nella puntata del 26 ottobre di SmackDown, Guerrero fa il suo esordio in uno dei due show principali, partecipando ad una Battle Royal che viene vinta da Booker T. Torna ad esibirsi a Jakked, il 29 ottobre 2001, vincendo con Justin Credible contro Crash Holly e Spike Dudley, ma perde ad Heat insieme a Hugh Morrus contro Scotty 2 Hotty e Albert. Alle Survivor Series 2001, Guerrero fa il suo debutto in PPV, partecipando alla "One Year Immunity" Battle Royal, che viene vinta da Test. Il 19 aprile, a SmackDown, vince insieme a Tajiri, contro Billy Kidman e The Hurricane. A Jakked batte poi Maven. Il successo per Chavo tardò molto ad arrivare, e il wrestler messicano utilizzato persino come uno degli allenatori a Tough Enough, il reality show della WWE.
Chavo tornerà nel roster attivo nel novembre 2002, formando un tag team con Eddie Guerrero chiamato "Los Guerreros". In quest'occasione, a dispetto di quanto avvenuto in WCW, Chavo adottò la politica del "Lie, Cheat and Steal" di Eddie, ossia quella di imbrogliare per vincere i suoi match. I due vinceranno insieme anche i WWE Tag Team Championship.
a coppia sarà sempre più amata dal pubblico ed avrà sempre più popolarità. Tra i due spiccava Eddie, che riesce a vincere anche lo United States Championship. Chavo, puntata dopo puntata è sempre più geloso e la coppia conseguentemente si sfascerà, portando ad un match fra i due alla Royal Rumble del 2004 vinto da Eddie.
Da solo Chavo nel corso del 2004 riuscirà a vincere il Cruiserweight Championship per due volte, perdendolo definitivamente nel maggio 2004. Tenterà di riconquistarlo a The Great American Bash affrontando l'allora campione Rey Mysterio, uscendo però sconfitto. Il 24 agosto 2004 durante SmackDown!, una Shooting Star Press di Billy Kidman provocò a Chavo una commozione cerebrale.

#### Cambio di gimmick (2004–2005)
Chavo tornò a lottare diversi mesi dopo, riconquistando in poco tempo il Cruiserweight Championship a No Way Out il 20 febbraio 2005 vincendo un 6-Way Gauntlet Match eliminando per ultimo Paul London, dopo che quest'ultimo aveva eliminato da solo gli altri quattro partecipanti, compreso l'allora campione Funaki. Chavo perderà il titolo proprio contro London durante una Battle Royal alcune settimane dopo.
Il 30 giugno Chavo passò dal roster di SmackDown! a quello di Raw per effetto della Draft Lottery. La settimana dopo, a Raw, Chavo rinnegò la sua origine ispanica diventando Kerwin White, un golfista che ricalcava lo stereotipo della classe media statunitense. Il suo nuovo motto divenne il gioco di parole "If it's not white, it's not right", diventata successivamente "If it's not Kerwin White, it's not right", che poi scomparì poco dopo. Poco dopo il suo debutto, White iniziò a fare commenti razzisti contro gli afroamericani, specialmente verso Shelton Benjamin. Iniziò così una faida di stampo razzista fra i due, che porterà ad un match a Unforgiven, dove White sarà battuto da Benjamin. Successivamente White si farà accompagnare dal suo caddy Nick Nemeth che lo aiuterà durante i suoi match.
Nella mattina del 13 novembre 2005 Chavo risiedeva nello stesso hotel di Eddie Guerrero in occasione di un WWE "Supershow" a Minneapolis (Minnesota) nel quale avrebbero partecipato sia wrestler Raw sia wrestler di SmackDown!. Chavo fu avvertito dalla security che Eddie non aveva risposto alla sveglia dell'hotel e dopo che la security aprì la porta della stanza di Eddie, Chavo trovò suo zio, o come lo definiva lui "suo fratello", svenuto. Chavo provò la rianimazione cardiopolmonale ma Eddie fu dichiarato morto quando i paramedici arrivarono sulla scena.
Più tardi nel pomeriggio Chavo apparì ad una conferenza stampa con il presidente della WWE Vince McMahon tenendo un discorso sull'improvvisa morte di Eddie. I due annunciarono che entrambi gli show che si sarebbero tenuti a Minneapolis sarebbero stati un tributo ad Eddie. Chavo apparse all'edizione di SmackDown! di quella sera col nome di Chavo Guerrero e non più con quello di Kerwin White, che da quella sera abbandonò definitivamente, sconfiggendo John "Bradshaw" Layfield usando i Three Amigos e la Frog Splash in suo onore, mosse che continuò ad usare nei match successivi.

#### Cruiserweight Champion (2006–2007)
Il 9 gennaio 2006 Chavo ottenne un posto alla Royal Rumble sconfiggendo Rob Conway a Raw. Entrato col numero 22 nel Royal Rumble match, viene eliminato da Triple H in poco tempo. Chavo sarà sfidato poi da Triple H la sera seguente a Raw, uscendo sconfitto dopo una grande prestazione. Un mese dopo, il 24 febbraio, Chavo intervenne durante SmackDown! attaccando Randy Orton con i Three Amigos e con la Frog Splash dopo che Orton iniziò ad insultare Eddie Guerrero. Orton otterrà la sua rivincita il 27 febbraio a Raw, costando a Chavo il suo match di qualificazione al Money in the Bank Ladder match di Wrestlemania 22: precisamente Orton attaccò Chavo con una RKO non vista dall'arbitro, seguita dallo schienamento di Shelton Benjamin, avversario di Chavo nel match.
Chavo ottenne però la rivincita contro Benjamin a seguito di WrestleMania, questa volta in un match valevole per l'Intercontinental Championship, il 3 aprile a Raw. In quella sera Chavo descrisse il match come la sua WrestleMania dimostrando il suo disappunto per non aver partecipato a WrestleMania 22. L'incontro non vide alcuna interferenza, ma Chavo perse di nuovo contro Benjamin, questa volta dopo aver sbagliato la sua Frog Splash. A seguito del match Chavo annunciò la sua decisione di lasciare la WWE per aver deluso le aspettative di suo zio e dei fan di tutto il mondo.
Il ritiro di Chavo durò poco, trattandosi solo ed esclusivamente di una storyline atta a riportare il wrestler nel roster di SmackDown!. Qui Chavo prese le parti di Rey Mysterio nella sua faida contro John "Bradshaw" Layfield; grazie all'aiuto determinante di Chavo, Rey riuscì a sconfiggere il texano il 26 maggio 2006 a SmackDown!.
Rey riuscì a convincere Chavo a tornare a lottare e si trovò subito di fronte Mark Henry, anche lui da poco tornato a calcare i ring. Chavo venne insultato ed attaccato da Henry, ma si vendicherà aiutando Rey a sconfiggere Mark Henry il 23 giugno. Dopo essere stato determinante nella difesa del titolo da parte di Rey, Chavo compì il suo heel turn ai suoi danni: lo tradì nel corso di The Great American Bash colpendolo con una sedia, mentre l'arbitro era stordito, in modo da far vincere contesa e titolo a King Booker. Nell'edizione di SmackDown! seguente a Great American Bash, Chavo spiegò che era stufo di vedere Rey imitare Eddie Guerrero dopo averlo sfruttato per andare a Wrestlemania 22 e successivamente diventare campione mondiale e che non poteva starsene con le mani in mano senza fare niente. I due si scontrano a SummerSlam e ad uscire vincitore è Chavito.
Nel corso del pay-per-view Survivor Series perse contro Chris Benoit un match valido per il WWE United States Championship.
Chavo, insieme a Rey Mysterio e Chris Benoit, ha introdotto Eddie Guerrero nella WWE Hall of Fame nel 2006.
Guerrero ha partecipato al Cruiserweight Open svoltosi durante il pay-per-view No Way Out, vincendo il match e laureandosi nuovo Cruiserweight Champion, mettendo fine al regno di Gregory Helms che durava ormai da più di un anno.
A Vengeance: Night of Champions ha difeso il titolo dei pesi leggeri dall'assalto di Jimmy Wang Yang.
Il 22 luglio a The Great American Bash ha perso il Cruiserweight Championship in favore di Hornswoggle; al match, un "Cruiserweight Open Invitational", hanno preso parte anche Jimmy Wang Yang, Jamie Noble, Shannon Moore e Funaki.

#### ECW Champion (2008)
Con l'accordo tra i General Manager di SmackDown e della ECW che permette ai wrestler dei due roster di partecipare ad entrambi gli show, Chavo iniziò un feud con CM Punk; Guerrero conquistò l'ECW Championship, primo titolo assoluto in carriera, sconfiggendo Punk in un No disqualification match svoltosi durante la puntata di ECW on Sci Fi del 22 gennaio 2008. A No Way Out 2008 difese il titolo ECW dall'assalto di Punk.
Perse quindi la cintura a WrestleMania XXIV contro Kane, dopo che quest'ultimo si era guadagnato il diritto di sfidare il campione ECW vincendo una Battle Royal; Kane sconfisse Chavo in soli otto secondi, stabilendo il record del match più corto della storia di WrestleMania. Chavo ottenne una rivincita, avvalendosi del fatto che Kane lo colse di sorpresa in occasione della sconfitta di WrestleMania; il match si disputò a Backlash 2008, ma a vincere fu nuovamente la Big Red Machine.
A One Night Stand 2008 partecipò ad un Singapore Cane match valido per il ruolo di primo contendente per il titolo ECW; al match presero parte CM Punk, John Morrison, Tommy Dreamer e Big Show; a vincere fu quest'ultimo, schienando Dreamer dopo averlo colpito con il Shinai.
A Night of Champions 2008 perse contro Matt Hardy in un match per il WWE United States Championship; nel corso dello stesso pay-per-view aiutò Edge insieme al resto de La Familia a mantenere il World Heavyweight Championship nel match contro Batista, sostituendosi all'arbitro messo fuori combattimento durante l'incontro.
Ad Unforgiven 2008 perse nell'ECW Championship Scramble Match valido per il titolo ECW, a cui presero parte anche il neo campione Matt Hardy, The Miz, Finlay e l'ex campione Mark Henry.

#### La Familia (2009)
Chavo doveva essere inizialmente fra i partecipanti del Royal Rumble match 2009 come preannunciato, ma aiutò solo Edge (suo compagno nella stable La Familia) a vincere per la 7ª volta il titolo di campione del mondo nel match contro l'ex campione Jeff Hardy.
A Wrestlemania XXV doveva essere inizialmente fra i partecipanti del Unified Lumberjack Tag Team Match valido appunto per entrambi i titoli di coppia tra The Miz & John Morrison contro Primo & Carlito, dove poi a vincere furono quest'ultimi, ma accompagnò solo sua zia Vickie Guerrero ad assistere il marito Edge difendere il World Heavyweight Championship nel Triple Threat Match contro Big Show e contro John Cena, dove a vincere fu quest'ultimo.
Con la Draft supplementare 2009, Chavo raggiunge Vickie Guerrero, nuova General Manager di Raw diventando un'esclusiva dello show rosso.
A Judgment Day attacca Santino Marella con una Frog Splash per via dei continui insulti di quest'ultimo alla la GM di Raw.
Nel corso di Extreme Rules Chavo prese parte all'Hog Pen Match dopo che Vickie cambiò stipulazione del suo match rendendolo un Handicap Hog Pen Match, nonostante la presenza di Chavito, Vickie perse il titolo di Miss WrestleMania in favore di Santina Marella.
Dopodiché ha ingaggiato una rivalità con Hornswoggle al cui dopo si sono aggiunti alcuni dei vari Guest Host di Raw, dove Chavo è stato ripetutamente umiliato e sconfitto dal nano.

#### Varie faide (2010–2011)
Partecipa all'ECW Homecoming, in quanto pur lottando un buon incontro viene sconfitto da Shelton Benjamin, e perde l'opportunità di partecipere all'ECW Homecoming Tournament, da dove uscirà l'avversario di Christian per l'ECW Championship alla Royal Rumble.
Perde la possibilità di partecipare alla Royal Rumble, poiché durante Superstars perde in un triple threat contro Primo e Chris Masters in favore di quest'ultimo.
Chavo Guerrero torna nel roster di SmackDown nella Supplemental Draft svoltasi il 27 aprile 2010.
Dopo l'infortunio di The Undertaker, durante la Battle Royal a SmackDown per decretare il quarto a Fatal 4-Way per il World Heavyweight Championship, viene eliminato da Rey Mysterio dopo che a vincere e quest'ultimo.
Prima di lottare un incontro contro MVP al contrario di quanto fatto da Dolph Ziggler nel caso vincesse dice di meritare anche lui una shot per l'Intercontinental Championship, tuttavia perde, e la settimana successiva in un triple threat contro i due sopracitati perde a favore di Ziggler in un incontro valevole per qualificarsi allo SmackDown Money in the Bank Ladder Match. Prova poi a conquistare i WWE Tag Team Championship sfidando i campioni Santino Marella e Vladimir Kozlov con partner diversi di settimana in settimana. Prima prova con Drew McIntyre e poi con Tyler Reks.
Nella puntata di WWE Superstars del 13 gennaio in coppia con Curt Hawkins perde contro JTG e Chris Masters, in quella del 20 gennaio viene sconfitto da JTG.
Partecipa a sorpresa (non essendo in lista) al Royal Rumble Match, entra per decimo e viene eliminato per quarto da Mark Henry, durante la rissa reale ha voluto usare i "three amigos" in memoria di Eddie Guerrero. Nella puntata di SmackDown del 4 febbraio, Chavo Guerrero viene sconfitto da Kane nel match di qualificazione per l'Elimination Chamber match per il World Heavyweight Championship, svoltosi nell'omonimo pay-per-view.
Dalla puntata dell'8 marzo di NXT turna face ed è il nuovo pro di Darren Young, nella puntata del 5 aprile insieme al suo rookie perde in un tag team match contro Hornswoggle e Titus O'Neil.
Nella puntata di SmackDown del 15 febbraio, Chavo Guerrero partecipa alla Over The Top Rope Battle Royal a venti uomini per decretare l'avversario di Alberto Del Rio ad Extreme Rules per il World Heavyweight Championship reso vacante da Edge per infortunio, tuttavia perde venendo eliminato da Brodus Clay. Durante il corso dello show sale sul ring insieme a Christian, Big Show, Rey Mysterio e Triple H per rendere per l'ultima volta omaggio ad Edge ritiratosi prematuramente dal wrestling.
Nella puntata del 3 maggio di NXT, batte il suo rookie Darren Young con arbitro speciale Hornswoggle. Nella puntata di Smackdown del 6 maggio è a bordo ring per assistere al match fra Sin Cara e Tyson Kidd. A fine match stringe la mano a Sin Cara ma lo guarda con aria minacciosa.
Nella puntata di Smackdown del 13 maggio, Chavo effettua un turn heel danneggiando Daniel Bryan durante il suo match contro Sin Cara il quale si infuria con Chavo per ciò che ha fatto. Si dimostra ancora un heel quando, ad NXT, attacca alle spalle Titus O'Neil e Hornswoggle, colpendo quest'ultimo con la Frog Splash. Nella puntata di Smackdown del 20 maggio, sfida Daniel Bryan ad un Beat the Clock Challenge della durata di 5 minuti, non riuscendo a sconfiggere l'ex American Dragon. A WWE Over the Limit 2011 affronta Sin Cara, venendo sconfitto. Combatte anche contro Sin Cara il 27 maggio a SmackDown, nella puntata successiva al PPV, uscendo nuovamente da sconfitto. Nell'edizione di NXT del 7 giugno, Chavo Guerrero e Darren Young sconfiggono in un match di coppia Vladimir Kozlov e Conor O'Brian. Nella puntata di Superstars del 16 giugno viene sconfitto da Yoshi Tatsu. Nella puntata di NXT del 21 giugno, Darren Young, Chavo Guerrero e JTG perdono un 6-man tag team match contro Conor O'Brian, Vladimir Kozlov e Yoshi Tatsu.
Il 25 giugno, ha lasciato la federazione.

### Circuito indipendente (2011–2012)
Dopo aver lasciato la WWE, Chavo Guerrero si trasferisce a Puerto Rico e inizia a lottare per la World Wrestling Council. A luglio, Chavo batte The Sensational Carlitos e Tito Colon e si laurea WWC Caribbean Heavyweight Champion. Attualmente Chavo lavora con la TNA per il progetto in India ed è stato il primo Ring Ka King Tag Team Championship con Harry Smith. Infatti giunge notizia che Chavo potrebbe avere un lavoro a tempo pieno proprio con la TNA.

### Total Nonstop Action Wrestling (2012–2013)
Durante la giornata del 19 luglio la TNA ha reso noto sul suo sito ufficiale l'ingaggio di Chavo Guerrero e il suo debutto televisivo è previsto per l'edizione di Impact del 26 luglio. Durante la serata alcuni atleti della federazione di Orlando vengono intervistati riguardo al messicano, che si presenta nell'arena venendo accolto positivamente dal pubblico. Successivamente parla della gloriosa famiglia Guerrero e del fatto che sia venuto in TNA per combattere con i migliori, ma viene interrotto da Gunner e Kid Kash, con quest'ultimo che lo attacca verbalmente fino a quando non vanno alle mani. Hernandez arriva in soccorso del suo connazionale e lo aiuta a fare piazza pulita del ring. Sette giorni dopo il messicano sconfigge proprio Kid Kash nel suo primo match in TNA e nella puntata successiva si dichiara entusiasta del suo arrivo nella federazione di Orlando, promettendo inoltre di conquistare insieme a Hernandez i TNA World Tag Team Championship. La neonata coppia si esibisce vittoriosamente ad Hardcore Justice proprio contro Gunner e Kid Kash. A Impact però, il 6 settembre, Guerrero e Hernandez non riescono a vincere i titoli di coppia, perdendo contro Christopher Daniels e Kazarian. Nei tapings del 13 settembre, Chavo vince un match singolo contro Daniels, guadagnando così un'altra title shot ai titoli di coppia per lui e Hernandez. Il 20 ottobre, Hernandez e Guerrero hanno un match contro Kurt Angle e AJ Styles, che però finisce in un No Contest. Il 27 ottobre, Guerrero perde un Triple Treath Match in favore di Christopher Daniels. Nella contesa, era compreso anche Angle. Il 4 ottobre, Chavo riesce a sconfiggere Kurt Angle in un match singolo. A Bound for Glory 2012, Guerrero e Hernandez sconfiggono Styles e Angle e i campioni Kazarian e Daniels, conquistando i TNA World Tag Team Championship. A Turning Point, difendono i titoli contro gli stessi Daniels e Kazarian, mentre a Final Risolution, contro Joey Ryan e Matt Morgan. Contro questi ultimi, difendono anche a Genesis, prima di perdere i titoli nell'edizione di Impact del 25 gennaio, contro Austin Aries e Bobby Roode. A Lockdown, il 10 marzo, Guerrero e Hernandez non riescono a riconquistare i titoli di coppia perdendo un Triple Treath Tag Team Match contro i campioni Aries e Roode e contro Christopher Daniels e Kaz. Sconfiggendo questi ultimi guadagnano un'altra title shot per i titoli di coppia, che riescono a vincere l'11 aprile ad Impact, sconfiggendo Aries e Roode in un 2 Out of 3 Falls Match dove Guerrero ed Hernandez avevano messo in palio la loro esistenza come Team in caso di sconfitta. Il 2 giugno a Slammiversary XI, persero i titoli contro Gunner e James Storm in un Four-Way Tag Team Elimination match, che coinvolse anche il team di Aries e Roode e quello di Daniels e Kazarian.
Il contratto di Chavo è terminato il 12 dicembre 2013.

### Lucha Underground (2014–2019)
Nel settembre 2014 viene reso noto il suo ingaggio da parte della neonata Lucha Underground. Oltre a lottare, svolge anche il ruolo di produttore.

### Nación Lucha Libre (2019–2020)
Nel 2019 Chavo e Alberto El Patrón hanno creato la propria federazione di wrestling, la Nación Lucha Libre.

### All Elite Wrestling (2021–presente)
Esordì nella All Elite Wrestling, nella puntata di Dynamite del 21 luglio 2021, dove venne rivelato come manager di Andrade El Idolo.

## Vita privata
Chavo è sposato e ha due figli. Sua moglie si chiama Susan, e si sono sposati nel 1998.
Nell'agosto 2007 è stato sospeso per trenta giorni dalla WWE perché il suo nome è stato trovato nel database clienti della Signature Pharmacy, società sotto inchiesta per aver venduto senza regolare ricetta medicinali e sostanze dopanti.

## Personaggio

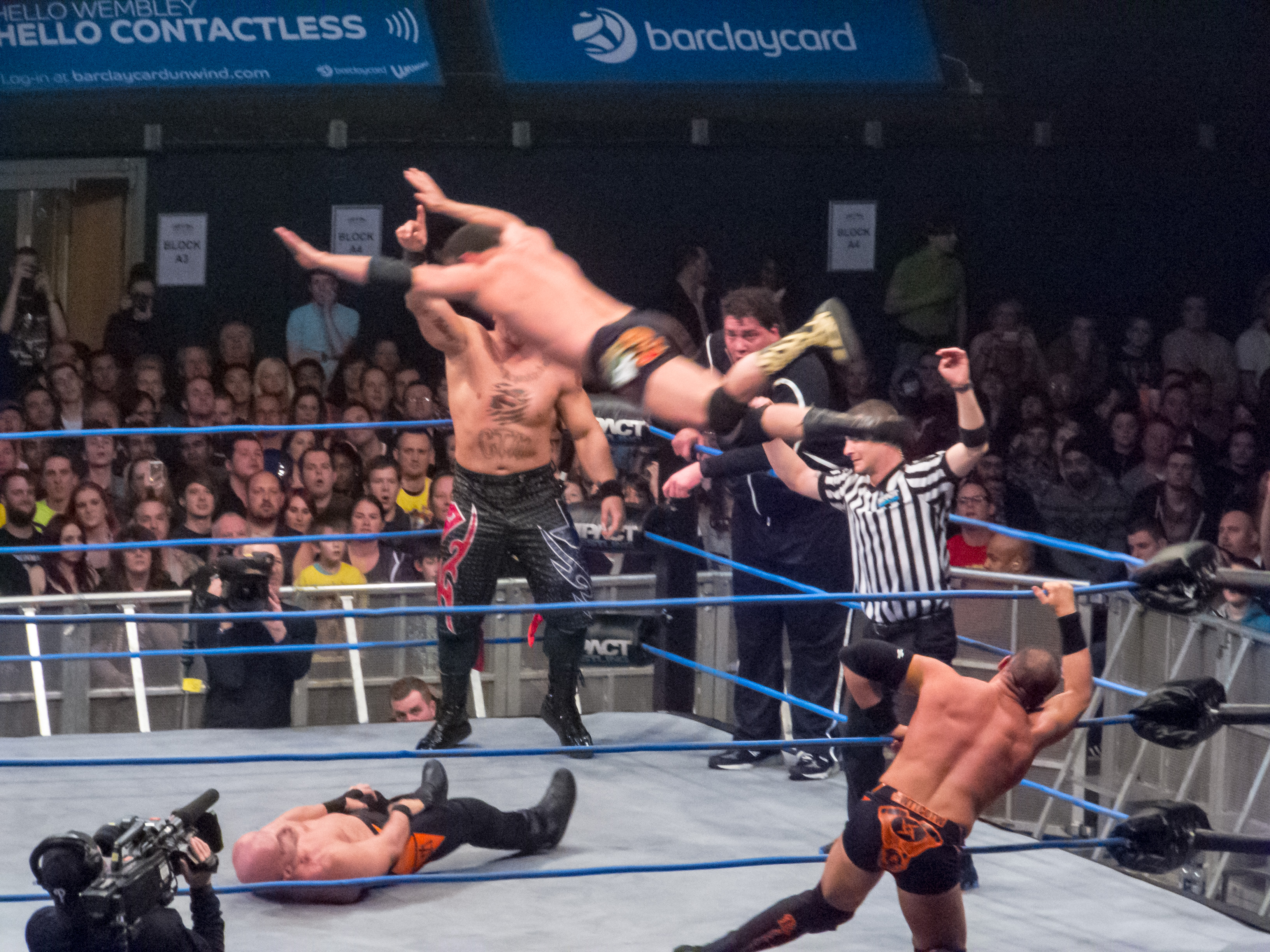
Guerrero esegue la Frog splash su Christopher Daniels

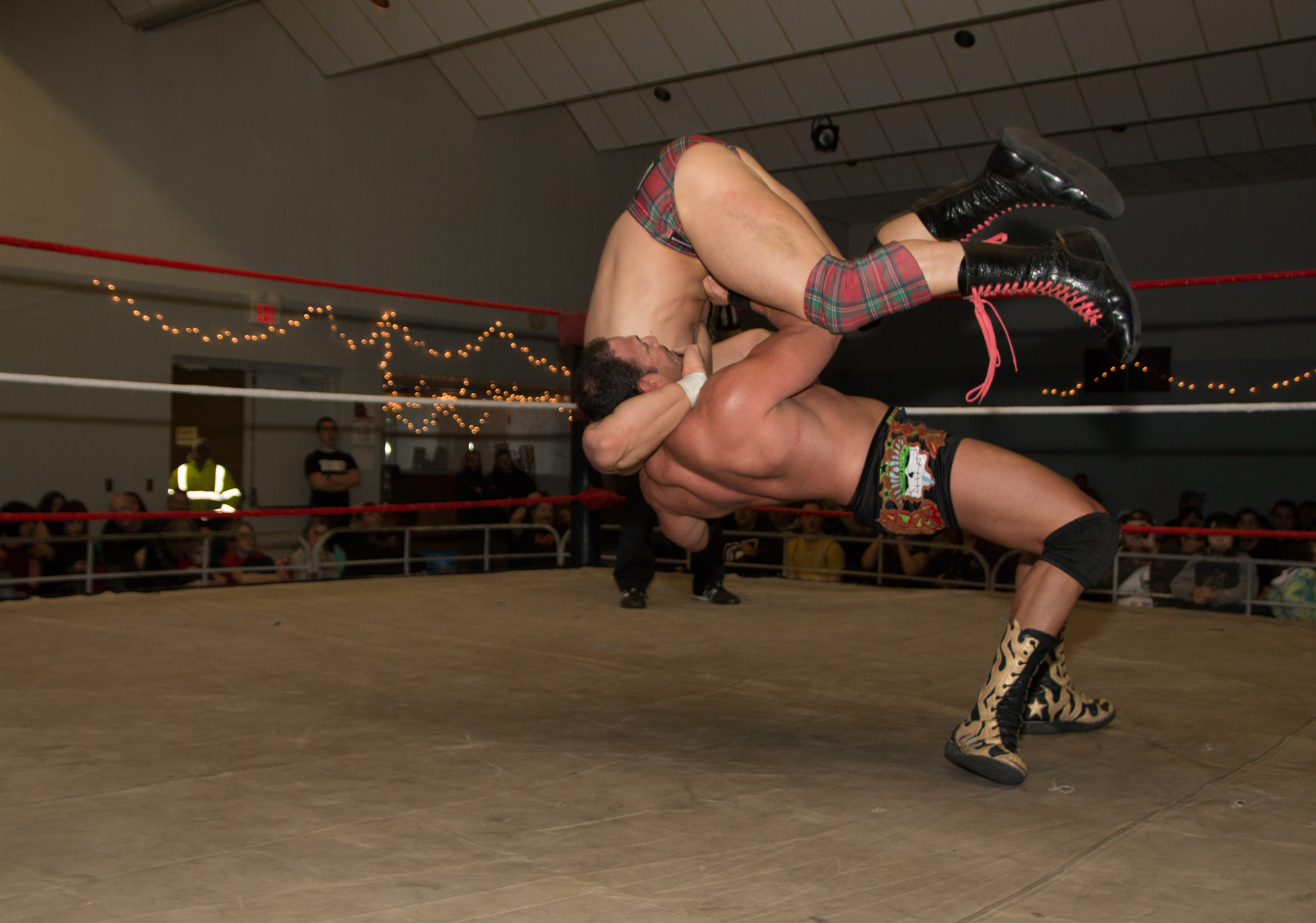
Guerrero esegue un vertical suplex su Mike Rollins come parte della sequenza dei Three Amigos

### Mosse finali
- Come Chavo Guerrero
  - Brainbuster – 2000–2005
  - Diving frog splash – 2005–presente
  - Gory bomb
  - Gory Especial
  - Loco Lock (Cross-legged STF) – 1994–2003
  - Overhead gutwrench backbreaker rack drop – 2004
  - Tornado DDT – 1994–2001
- Come Kervin White
  - White Out (Rolling single leg Boston crab)

### Manager
- Bam Neely
- Chavo Classic
- Edge
- Jesse James Leija
- Major Gunns
- Nick Nemeth
- Vickie Guerrero

### Soprannomi
- "Chavito"
- "The Mexican Warrior"
- "The Gopher"

## Titoli e riconoscimenti
- AAA

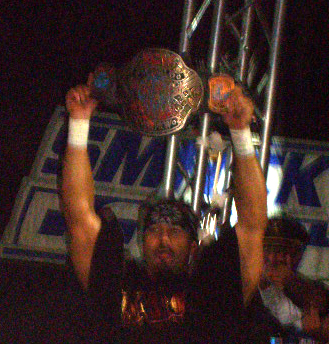
Chavo Guerrero con l'ECW Championship, titolo che ha detenuto una volta con 68 giorni di regno

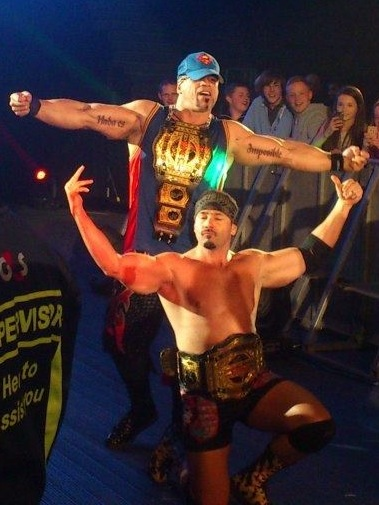
Chavo Guerrero e Hernandez (in alto) con il TNA World Tag Team Championship, titolo che hanno vinto due volte

  - Lucha Libre World Cup (2016 Men's Division) – con Brian Cage e Johnny Mundo
- Cauliflower Alley Club
  - Men's Wrestling Award (2008) come membro dei Wrestling Guerreros
- Imperial Wrestling Revolution/World Class Revolution
  - IWR/WCR Heavyweight Championship (1)
- Lucha Underground
  - Lucha Underground Gift of the Gods Championship (1)
- Pro Wrestling Illustrated
  - 17º tra i 500 migliori wrestler secondo PWI (2004)
- Ring Ka King
  - Ring Ka King Tag Team Championship (1) – con Bulldog Hart
  - RKK Tag Team Championship Tournament (2011) – con Bulldog Hart
- Total Nonstop Action Wrestling
  - TNA World Tag Team Championship (2) – con Hernandez
  - Feast or Fired (2013 – Pink Slip)
- Vendetta Pro Wrestling
  - Vendetta Pro Heavyweight Championship (1)
  - Vendetty Award—2014 Co-Special Guest star of the Year – con Chavo Guerrero Sr. e The Godfather
- World Championship Wrestling
  - WCW Cruiserweight Championship (2)
  - WCW World Tag Team Championship (1) – con Corporal Cajun
- World Class Revolution
  - WCR Heavyweight Championship (1
- World Wrestling Council
  - WWC Caribbean Heavyweight Championship (1)
- World Wrestling Entertainment
  - ECW Championship (1)
  - WWE Cruiserweight Championship (4)
  - WWE Tag Team Championship (2) – con Eddie Guerrero
- Wrestling Observer Newsletter
  - Tag Team of the Year (2002) con Eddie Guerrero
  - Worst Feud of the Year (2009) con Hornswoggle
- WrestleCrap
  - Gooker Award (2009) faida con Hornswoggle
- Altri riconoscimenti
  - Talk 'N Shop A Mania 24/7 Championship (1)

## Filmografia
- Grimm – serie TV, episodio 5x13 (2016)
- GLOW – serie TV, episodi 2x06-2x10 (2018)
- The Warrior: The Iron Claw (The Iron Claw), regia di Sean Durkin (2023)

## Doppiatori italiani
- Pasquale Anselmo in GLOW